# Aneurysma
Aneurysma je medicínský výraz pro rozšíření neboli výduť dutého orgánu ( z řeckého aneurynein = otvírat). Nejčastěji se vztahuje k tepnám, nebo stěně srdeční komory.
Aneurysma srdce může vzniknout po rozsáhlejším infarktu myokardu. Poškozená svalovina srdce se zhojí jizvou, která se vyklene tlakem krve v pracujícím srdci. Zhoršuje vypuzovací funkci srdce – stěna vyklenutí se nestahuje. Může se vyplnit krevní sraženinou, která ohrožuje nemocného embolizací.
Aneurysma tepny je důsledkem vrozené poruchy nebo následkem získaného onemocnění. Pokud nedojde k prasknutí (ruptuře), rozšířená tepna pacienta ohrožuje jen tlakem na ostatní orgány.
Aneurysma aorty nejčastěji vzniká poškozením stěny břišní aorty ukládáním tuků – aterosklerosou. V minulosti někdy vznikalo ve třetím stadiu onemocnění syfilis.
Disekující aneurysma aorty se týká pouze stěny aorty. Skrz trhlinu ve vnitřní výstelce tepny proniká krev, šíří se v ní podélně s průběhem aorty a odlučuje její jednotlivé vrstvy. Dochází k poškození odstupujících cév, a může také dojít k prasknutí.
Aneurysma mozkových cév (neboli mozková výduť) je obvykle vrozené a někdy mnohočetné, jeho prasknutí může způsobit závažné mozkové (subarachnoidální) krvácení.
Život ohrožující je postižení břišní aorty nebo mozkové tepny. Prasknutí (ruptura) končí asi v 90 % případů i přes vyspělou lékařskou péči smrtí.
Na rupturu zemřeli např. Klement Gottwald (1953), Albert Einstein (1955), Screamin' Jay Hawkins (2000), Karel Hála (2008), Radoslav Brzobohatý (2012) či Grant Imahara (2020).